# Дупяни
 Тази статия е за кичевското село.  За едното преспанско вижте Горно Дупени.  За другото вижте Долно Дупени.
Дупяни (на македонска литературна норма: Дупјани) е село в Северна Македония, в община Кичево.

## География
Селото е разположено в областта Рабетинкол в малка котловина между Челоица от запад и Песяк от изток.

## История
В XIX век Дупяни е село в Кичевска каза на Османската империя. Църквата „Свети Георги“ е от 1872 година. В „Етнография на вилаетите Адрианопол, Монастир и Салоника“, издадена в Константинопол в 1878 година и отразяваща статистиката на населението от 1873 година, Дупяни (Doupiani) е посочено като село с 12 домакинства с 46 жители българи.
През 1868 година самарджията Нделко Кузманов от Дупяни е спомоществувател за изданието на „Поучително евангелие“ на Софроний Врачански.
Според статистиката на Васил Кънчов („Македония. Етнография и статистика“) към 1900 година в Дупяни живеят 320 българи християни.
На Етнографската карта на Битолския вилает на Картографския институт в София от 1901 година Дупяни е чисто българско село в Кичевската каза на Битолския санджак с 50 къщи.
Цялото християнско население на селото е под върховенството на Българската екзархия. По данни на секретаря на екзархията Димитър Мишев („La Macédoine et sa Population Chrétienne“) в 1905 година в Дупени има 400 българи екзархисти.
Статистика, изготвена от кичевския училищен инспектор Кръстю Димчев през лятото на 1909 година, дава следните данни за Дупяни:
| Домакинства | Гурбетчии | Грамотни | Грамотни | Грамотни | Неграмотни | Неграмотни | Неграмотни |
| Домакинства | Гурбетчии | мъже     | жени     | общо     | мъже       | жени       | общо       |
| ----------- | --------- | -------- | -------- | -------- | ---------- | ---------- | ---------- |
| 44          | 54        | 85       | 13       | 98       | 44         | 102        | 146        |

След Междусъюзническата война в 1913 година селото попада в Сърбия.
Според преброяването от 2002 година селото има 8 жители македонци.
От 1996 до 2013 година селото е част от община Вранещица.

## Личности
Родени в Дупяни
- Йордан, български революционер, селски войвода на ВМОРО[9]
- Мисайле (Мисел) Дупенски, български революционер, селски войвода на ВМОРО,[10] убит[11]